# Hermann von Stahl

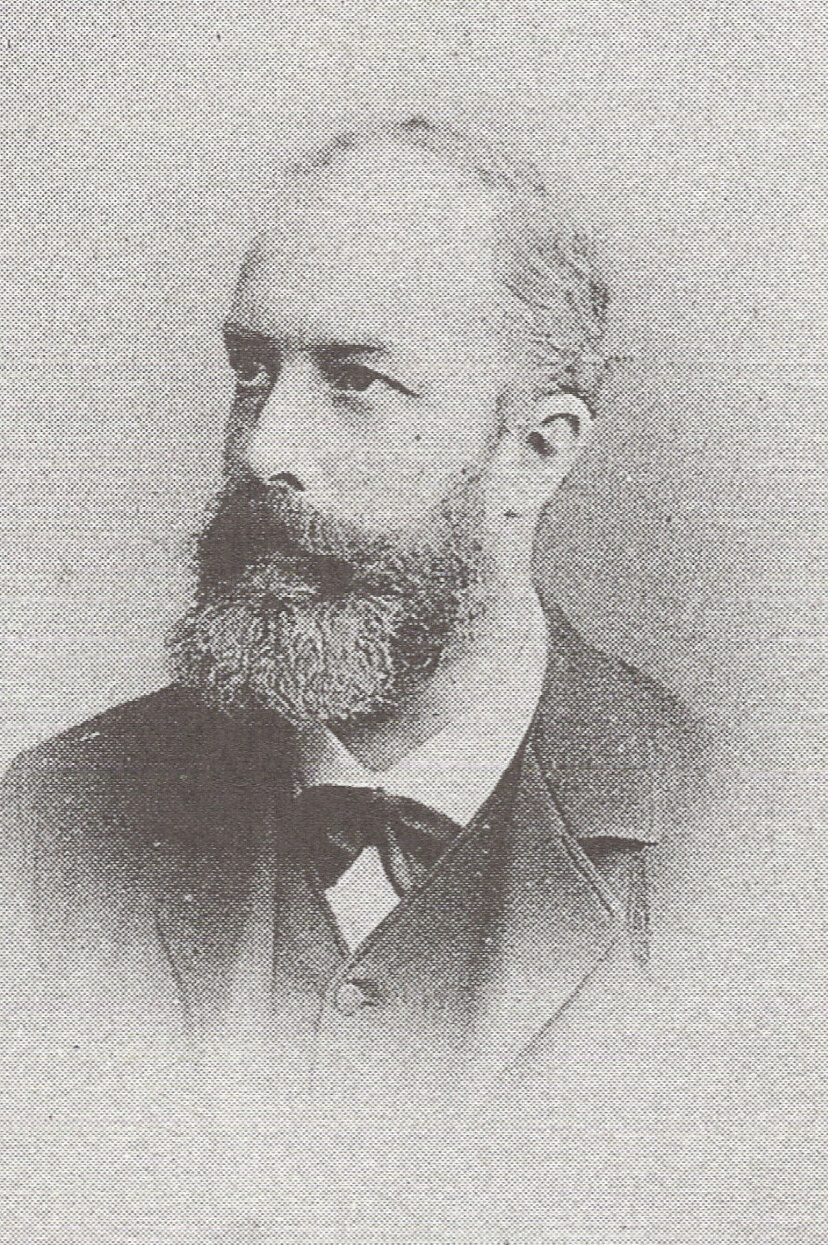
Hermann Stahl, 1885 fotografiert von Julius Wilhelm Hornung

Hermann Stahl, ab 1904 von Stahl, (* 14. Mai 1843 in Fränkisch-Crumbach; † 9. April 1909 in Tübingen) war ein deutscher Mathematiker.

## Leben und akademische Karriere
Hermann Stahl war der Sohn des Pfarrers in Fränkisch-Crumbach, Friedrich Ludwig Karl Stahl (1804–1848), und von Mathilde Huth (1816–1907). Er studierte Mathematik in Heidelberg, war 1866 bis 1882 Lehrer an einem Gymnasium in Berlin und wurde 1882 an der Humboldt-Universität Berlin bei Karl Weierstraß und Ernst Eduard Kummer mit der Arbeit Über die Behandlung des Jacobischen Umkehrproblems der Abelschen Integrale promoviert. 1882 wurde er Professor für Mathematik an der TH Aachen und war ab 1885 bis zu seinem Tod ordentlicher Professor für Mathematik an der Universität Tübingen. Dort war er Kollege von Alexander von Brill, mit dem er auch zusammenarbeitete.
Stahl befasste sich mit der Theorie elliptischer Funktionen und deren Verallgemeinerungen. Er gab 1899 bei Teubner die Vorlesungen von Bernhard Riemann über elliptische Funktionen heraus.
1904 wurde Hermann Stahl mit dem Ehrenkreuz des Ordens der württembergischen Krone ausgezeichnet, was für ihn mit der Nobilitierung verbunden war.
Hermann von Stahl starb am 9. April 1909 im Alter von 65 Jahren in Tübingen.

## Familie
1875 heiratete Stahl in Berlin Ferdinande Susanne Trendelenburg, Tochter Friedrich Adolf Trendelenburgs und Ferdinande Beckers. Aus der Ehe gingen vier Kinder hervor; die Tochter Marie Mathilde (1882–1977) war verheiratet mit dem Arzt Gustav Liebermeister in Düren. Die Tochter Lotte Luise (1876–1963) heiratete am 19. August 1900 den Chemiker und späteren Nobelpreisträger Eduard Buchner.

## Schriften
- Theorie der Abelschen Functionen. Teubner, Leipzig 1896, Digitalisat.
- Abriss einer Theorie der algebraischen Funktionen einer Veränderlichen in neuer Fassung. Nachgelassene Schrift in Verbindung mit Dr. E. Löffler herausgegeben von M. Noether. Teubner, Leipzig u. a. 1911, Digitalisat.